# Pectiniunguis americanus
Pectiniunguis americanus är en mångfotingart som beskrevs av Charles Harvey Bollman 1889. Pectiniunguis americanus ingår i släktet Pectiniunguis och familjen småjordkrypare. Inga underarter finns listade i Catalogue of Life.